# Trox
Trox är ett släkte av skalbaggar som beskrevs av Fabricius 1775. Trox ingår i familjen knotbaggar.

## Bildgalleri

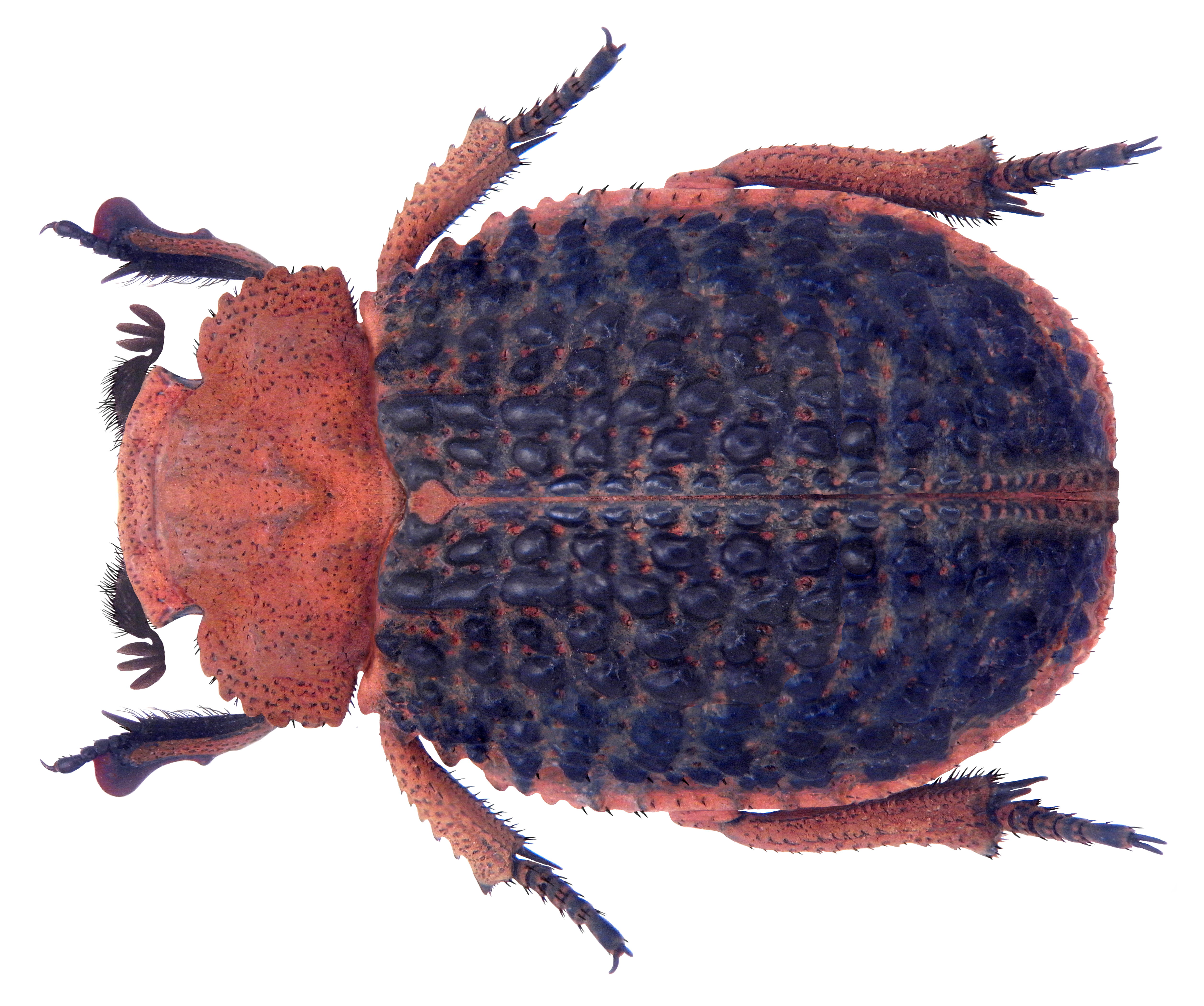

## Dottertaxa tillTrox, i alfabetisk ordning[1][2]
- Trox acanthinus
- Trox aculeatus
- Trox aequalis
- Trox affinis
- Trox alatus
- Trox alius
- Trox alpigenus
- Trox amictus
- Trox aphanocephalus
- Trox aproximans
- Trox arcuatus
- Trox atrox
- Trox augustae
- Trox boucomonti
- Trox braacki
- Trox brahminus
- Trox brincki
- Trox cadaverinus
- Trox caffer
- Trox cambeforti
- Trox cambodjanus
- Trox candidus
- Trox capensis
- Trox capillaris
- Trox carinicollis
- Trox ciliatus
- Trox clathratus
- Trox confluens
- Trox consimilis
- Trox contractus
- Trox coracinus
- Trox cotodognanensis
- Trox cribrum
- Trox curvipes
- Trox cyrtus
- Trox demarzi
- Trox dhaulagiri
- Trox dilaticollis
- Trox dohrni
- Trox doiinthanonensis
- Trox elderi
- Trox elmariae
- Trox elongatus
- Trox erinaceus
- Trox euclensis
- Trox eversmanni
- Trox fabricii
- Trox fascicularis
- Trox fascifer
- Trox floridanus
- Trox formosanus
- Trox foveicollis
- Trox frontera
- Trox gansuensis
- Trox gemmulatus
- Trox gigas
- Trox gonoderus
- Trox granuliceps
- Trox granulipennis
- Trox gunki
- Trox hamatus
- Trox hispanicus
- Trox hispidus
- Trox horiguchii
- Trox horridus
- Trox howdenorum
- Trox howelli
- Trox inadai
- Trox ineptus
- Trox insularis
- Trox iranicus
- Trox jeanae
- Trox kerleyi
- Trox kiuchii
- Trox klapperichi
- Trox koreanus
- Trox kyotensis
- Trox lama
- Trox laticollis
- Trox leonardi
- Trox leonardii
- Trox levis
- Trox litoralis
- Trox luridus
- Trox lutosus
- Trox mandli
- Trox mariae
- Trox mariettae
- Trox martini
- Trox matsudai
- Trox maurus
- Trox mitis
- Trox mixtus
- Trox montanus
- Trox monteithi
- Trox morticinii
- Trox mozalae
- Trox mutsuensis
- Trox nama
- Trox nanniscus
- Trox nasutus
- Trox natalensis
- Trox necopinus
- Trox ngomensis
- Trox nigrociliatus
- Trox nigroscobinus
- Trox niponensis
- Trox nodulosus
- Trox nohirai
- Trox opacotuberculatus
- Trox ovalis
- Trox pampeanus
- Trox parvicollis
- Trox parvisetosus
- Trox pastillarius
- Trox pellosomus
- Trox penicillatus
- Trox perhispidus
- Trox perlatus
- Trox perrieri
- Trox perrisii
- Trox placosalinus
- Trox planicollis
- Trox plicatus
- Trox poringensis
- Trox puncticollis
- Trox pusillus
- Trox quadricostatus
- Trox quadridens
- Trox quadrimaculatus
- Trox quadrinodosus
- Trox regalis
- Trox rhyparoides
- Trox rimulosus
- Trox robinsoni
- Trox rotundulus
- Trox rudebecki
- Trox sabulosus
- Trox salebrosus
- Trox scaber
- Trox semicostatus
- Trox setifer
- Trox setosipennis
- Trox sonorae
- Trox sordidatus
- Trox sordidus
- Trox spinulosus
- Trox squamiger
- Trox squamosus
- Trox stellatus
- Trox sternbergi
- Trox strandi
- Trox striatus
- Trox strigosus
- Trox strzeleckensis
- Trox sugayai
- Trox sulcatus
- Trox taiwanus
- Trox talpa
- Trox tasmanicus
- Trox tatei
- Trox terrestris
- Trox tibialis
- Trox torpidus
- Trox transversus
- Trox trilobus
- Trox tuberculatus
- Trox uenoi
- Trox unistriatus
- Trox ussuriensis
- Trox variolatus
- Trox villosus
- Trox vimmeri
- Trox yamayai
- Trox yangi
- Trox zoufali